# Języki celtyckie wyspiarskie
Języki celtyckie wyspiarskie – jedna z dwóch głównych kategorii w klasyfikacji języków celtyckich. Obejmuje ona te języki, które powstały na Wyspach Brytyjskich. Należą do niej wszystkie obecnie istniejące języki celtyckie.

## Klasyfikacja wewnętrzna
Języki celtyckie wyspiarskie pod względem filogenetycznym dzielą się na dwie grupy językowe.
Języki celtyckie
- Języki celtyckie kontynentalne
- Języki celtyckie wyspiarskie
  - Języki brytańskie
    - Język bretoński
    - Język kornijski
    - Język walijski

  - Języki goidelskie
    - Język irlandzki
    - Język manx
    - Język szkocki (gaelicki)